# Acraea abdera
Acraea abdera är en fjärilsart som beskrevs av William Chapman Hewitson 1852. Acraea abdera ingår i släktet Acraea och familjen praktfjärilar. Inga underarter finns listade i Catalogue of Life.

## Bildgalleri

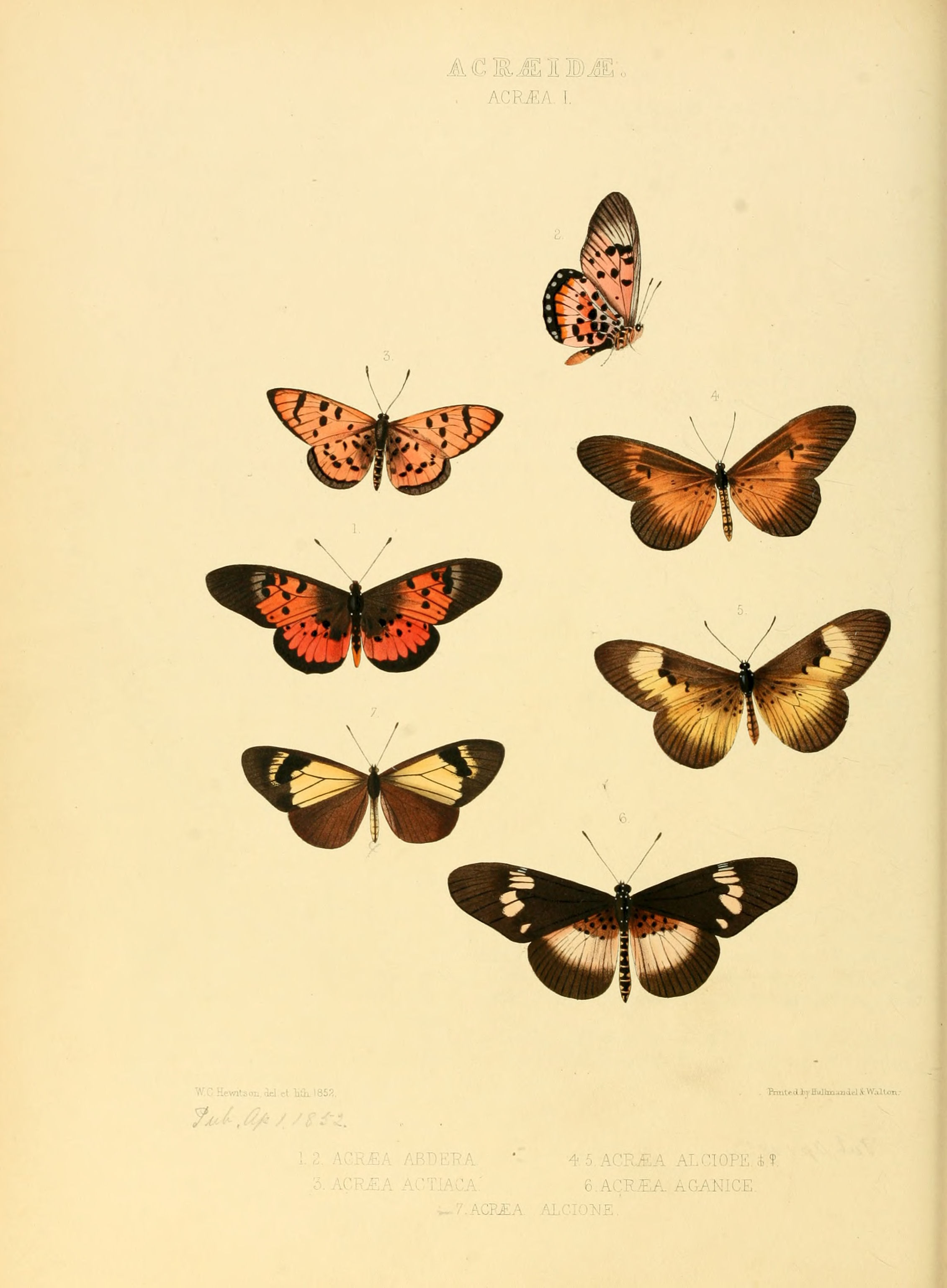